# Isle-sur-Marne
Isle-sur-Marne é uma comuna francesa na região administrativa do Grande Leste, no departamento de Marne. Estende-se por uma área de 5.47 km², e possui 96 habitantes, segundo o censo de 2018, com uma densidade de 18 hab/km².